# Дементьев, Андрей Анатольевич
Андре́й Анато́льевич Деме́нтьев (22 января 1970, Новокузнецк, Кемеровская область, СССР) — советский и российский футболист. После завершения карьеры работал на различных административных должностях в клубе «Балтика».

## Карьера
Воспитанник ДЮСШ города Новокузнецк. В 1994—1996, 1999, 2002—2005 годах выступал за калининградскую «Балтику», в составе которой провел 259 матчей и забил 48 мячей. Победитель первого дивизиона 1995 года. Участник чемпионата России 1996 года, в котором «Балтика» добилась лучшего результата в истории клуба, провел в том сезоне 23 матча.

## Достижения
- Победитель первого дивизиона Чемпионата России: 1995
- Бронзовый призёр первого дивизиона Чемпионата России: 1994
- Победитель второго дивизиона Чемпионата России (зона Запад) (2): 2002, 2005